# Diacamma
Diacamma es un género de hormigas sin reinas de la subfamilia Ponerinae. Se distribuye desde la India hasta Australia y contiene unas 50 especies.
La casta de reina no existe, lo cual es desusado entre hormigas. Ciertas obreras pueden reproducirse.

## Especies deDiacammaen la India
- Diacamma assamense Forel, 1897
- Diacamma ceylonense Fmery, 1897
  - Diacamma ceylonense orbiculatum santschi, 1932
- Diacamma cyaneiventre André, 1887
- Diacamma geometricum viridipurpureum Emery, 1893
- Diacamma indicum Santschi, 1920
- Diacamma rugosum LeGuillou, 1842
  - Diacamma rugosum jerdoni Forel, 1903
  - Diacamma rugosum rothneyi Forel, 1900
  - Diacamma rugosum sikkimense Forel, 1903
- Diacamma scalpratum Smith, 1858
- Diacamma sculptum Jerdon, 1851
- Diacamma sculpturata Smith, 1859
- Diacamma vagans Smith, 1860
  - Diacamma vagans doveri Mukerjee, 1834

Otras especies importantes:
- Diacamma australe Fabricius, 1775
- Diacamma baguiense Chapman, 1925
- Diacamma cupreum Smith, 1850
- Diacamma holosericeum Roger, 1860
- Diacamma intricatum Smith, 1857